# Pajtov Han
Pajtov Han je naseljeno mjesto u općini Vareš, Federacija Bosne i Hercegovine, BiH.

## Stanovništvo

### 1991.
Nacionalni sastav stanovništva 1991. godine, bio je sljedeći:
ukupno: 170
- Srbi - 116
- Muslimani - 27
- Hrvati - 10
- Jugoslaveni - 15
- oostali, neopredijeljeni i nepoznato - 2

### 2013.
Nacionalni sastav stanovništva 2013. godine, bio je sljedeći:
ukupno: 15
- Srbi - 7
- Bošnjaci - 7
- Hrvati - 1